# Pratt & Whitney JT8D
El Pratt & Whitney JT8D és una família de motors d'aviació turboventiladors de baix índex de derivació amb un empenyiment nominal que varia entre 62 i 77 kN. Entrà en servei el febrer del 1963 amb el vol inaugural del Boeing 727. Era una modificació del turboreactor Pratt & Whitney J52, emprat en l'avió d'atac a terra A-6 Intruder, de la Marina dels Estats Units. Els vuit models que formen la família estàndard JT8D es fan servir com a propulsors en el Boeing 727, el Boeing 737-100/200, el McDonnell Douglas DC-9 i el McDonnell Douglas MD-80. El Volvo RM8 n'és una versió equipada amb postcremador fabricada sota llicència a Suècia per al caça Saab 37 Viggen. Pratt & Whitney també en ven versions estàtiques que s'utilitzen com a generador elèctric o per a la propulsió de vaixells, denominades FT8. El 2020, com a resultat de la pandèmia de COVID-19, Delta Air Lines es convertí en l'última gran aerolínia a retirar els seus avions equipats amb motors JT8D, superats pel rendiment, l'eficiència i les propietats acústiques de motors més moderns.